# Dopravní podnik hlavního města Prahy
La Dopravní podnik hlavního města Prahy (DPP) è l'azienda pubblica che gestisce il servizio di trasporto pubblico della città ceca di Praga.
Nata nel 1946, gestisce la rete tranviaria, metropolitana, funicolare e il trasporto su gomma della capitale ceca.

## Linee gestite

### Metropolitana (3)
- Linea A (Nemocnice Motol - Depo Hostivař)
- Linea B (Zličín - Černý Most)
- Linea C (Letňany - Háje)

### Tram (34)
La DPP gestisce 34 linee tranviarie di cui 25 operano di giorno, mentre solo 9 di esse prestano servizio notturno.

### Funicolari (2)
- Funicolare di Letná
- Funicolare di Petřín